# Los Blázquez
Los Blázquez er en by og kommune i det sydlige Spanien i provinsen Córdoba. Den har et indbyggertal på 635 (2024) indbyggere.